# Joseph Mawle
Joseph Daniel Turner Mawle (ur. 21 marca 1974 w Oksfordzie) – brytyjski aktor.

## Życiorys

### Wczesne lata
Urodzony w Oksfordzie, dorastał na farmie z rodzicami i dwójką rodzeństwa. W młodym wieku, zdiagnozowano u niego dysleksję. W wieku od 13 do 16 lat uczęszczał do szkoły z internatem dla potrzeb specjalnych. Opuścił szkołę, aby zostać aktorem, ale w wieku 16 lat utracił słuch z powodu wirusa, został częściowo głuchy. W tym czasie jego rodzice rozwiedli się i żył samotnie w przyczepie kempingowej. Związał się z Box Clever Theatre Company w Londynie i ostatecznie otrzymał stypendium do Bristol Old Vic Theatre School. Gdy „Idol Magazine” zapytał go o jego idola, Mawle powiedział: Poszedłem do Bristol Old Vic szczególnie dlatego, że Daniel Day-Lewis szkolił się tam.

### Kariera
Debiutował na szklanym ekranie w telewizyjnym filmie fantasy Hallmark/NBC Merlin (1998) u boku Sama Neilla, Johna Gielguda, Heleny Bonham Carter, Rutgera Hauera, Jamesa Earla Jonesa, Mirandy Richardson i Isabelli Rossellini. Występował na scenie w Bristolu (2001) i Londynie. W 2002 roku ukończył Bristol Old Vic Theatre School, gdzie otrzymał stypendium. Pojawił się w irlandzkiej telewizji Hurling w reklamach piwa Guinness (2002). Grał w tragediach Williama Shakespeare’a: Troilus i Kresyda przy fabryce tytoniu jako Troilus (2003), Hamlet w The Nuffield Theatre Southampton (2003) oraz Antoniusz i Kleopatra w Royal Exchange Theatre w Manchesterze (2005).
W miniserialu BBC/HBO Pasja (The Passion, 2008) wcielił się w postać Jezusa. W 2008 roku powrócił na scenę w sztuce Ostatnie dni Judasza Iskarioty (The Last Days Judas Iscariot) w The Almieda Theatre jako Judasz. W 2011 roku pojawił się w serialu HBO Gra o tron jako Benjen Stark, a do roli powrócił w 2016, w siódmym sezonie.

## Wybrana filmografia

### Filmy fabularne
- 2004: Dunkirk (TV) jako porucznik Ian Cox
- 2006: Soundproof (TV) jako Dean Whittingham
- 2007: Clapham Junction (TV) jako Tim
- 2007: Perswazje (TV) jako Harry Harville
- 2010: Dive jako Gary
- 2012: Zimne światło dnia (The Cold Light of Day) jako Gorman
- 2012: Abraham Lincoln: Łowca wampirów jako Thomas Lincoln
- 2015: W samym sercu morza jako Benjamin Lawrence
- 2015: Wykończyć przyjaciół jako  James Trellick
- 2019: Obywatel Jones (Mr. Jones) jako George Orwell
- The Way of the Wind jako Saul (w postprodukcji)

### Seriale TV
- 1998: Merlin jako wieśniak
- 2002: Sir Gadabout, the Worst Knight in the Land jako sir Tificate
- 2006: Cichy świadek (Silent Witness) jako Adrian Burney
- 2006: Dalziel and Pascoe jako Charlie Barron
- 2008: Pasja (The Passion) jako Jezus
- 2009: Przygody Merlina (Merlin) jako Alvarr
- 2010: Pięć córek (Five Daughters) jako Tom Stephens
- 2010: Herkules Poirot (Agatha Christie's Poirot) Antonio Foscarelli
- 2011, 2016-17: Gra o tron (Game of Thrones) jako Benjen Stark
- 2013, 2016: Ripper Street jako detektyw inspektor Jedediah Shine
- 2015: Sense8 jako Nyx
- 2018: Troja: Upadek miasta jako Odyseusz
- 2019: MotherFatherSon jako Scott Ruskin
- 2022: Władca Pierścieni: Pierścienie Władzy jako Adar